# Yu le Grand
Pour les articles homonymes, voir Yu.
Yu (chinois : 禹 ; pinyin : yǔ), souvent appelé Yu le Grand (大禹, dàyǔ) (v. 6 juin 2297 av. J.-C – 2197 av. J.-C), portant le nom de naissance Si Wenming (姒文命, sì wénmìng) est le premier monarque légendaire chinois de la Dynastie Xia, considéré comme le fondateur de la dynastie. Il est identifié, à tort, comme l'un des Trois Augustes et Cinq Empereurs. Il est associé à l'invention des techniques d'irrigation ayant permis la maîtrise des fleuves et des lacs chinois.
Il a été divinisé, en particulier comme Dieu gouverneur des eaux, divinité taoïste. Yu est un des trois rois sages du confucianisme, avec ses prédécesseurs Yao et Shun. C'est aussi un des rares souverains chinois portant l'épithète "le Grand".

## Ascendance
Yu est le huitième arrière petit-fils de l'Empereur jaune. Son père Gun est le cinquième arrière-petit-fils de Zhuanxu, ce dernier étant le petit-fils de l'Empereur jaune. Il est dit que Yu est né au Mont Wen (汶山), dans l'actuelle subdivision de Beichuan de la province de Sichuan.

## Contrôle des inondations

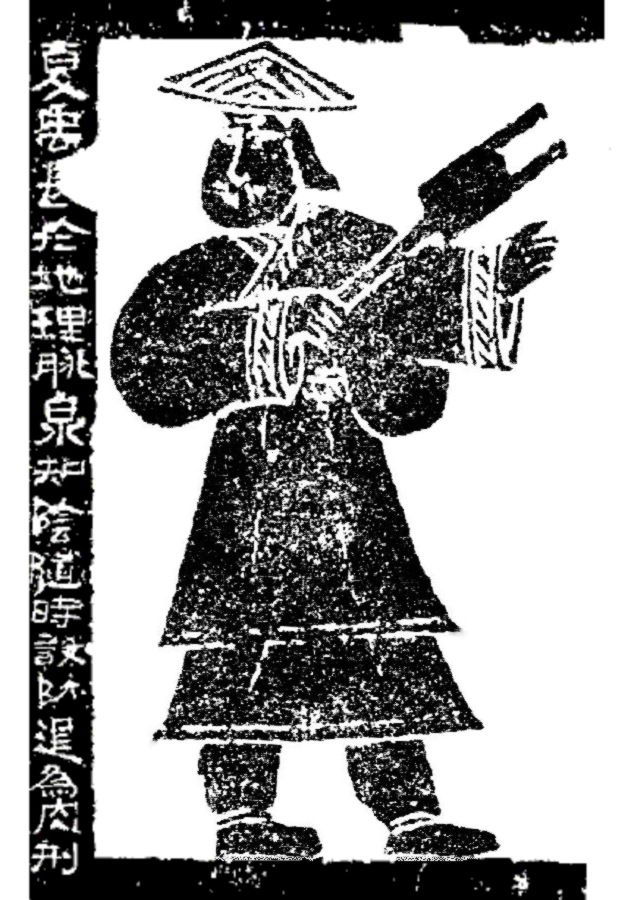
Représentation de Yu datant de la dynastie Han

Sous le règne de l'empereur Yao, de fortes inondations ravagèrent la Chine, noyant et détruisant le foyer de milliers d'individus. De manière à mettre fin à ce désastre, le père de Yu, Gun, reçut de Yao l'ordre de réguler les cours d'eau. Gun fit construire des digues, mais celles-ci s'effondrèrent, entraînant la mort de nombreuses personnes. Face à son échec cuisant, l'empereur Shun succédant à Yao le fit mettre à mort. Recruté comme successeur de son père, Yu changea radicalement de méthode. Il commença à draguer de nouveaux canaux à partir des fleuves, ce qui nécessita treize années de travail et une force ouvrière de 20 000 hommes.
Yu est aussi associé à la persévérance et à la détermination. La femme de Yu était originaire du mont Tushan (塗山). Après leur mariage, Yu ne resta que quatre jours auprès d'elle, puis repartit aménager les Eaux. Elle donna naissance à un fils qu'elle appela Qǐ (啟, qǐ), nom signifiant "départ". On raconte que, après avoir quitté sa famille, il passa devant sa maison trois fois mais ne rentra jamais, considérant qu'une réunion de famille lui prendrait du temps au détriment de la tâche qui lui avait été confiée.
Shun fut si impressionné par les efforts de Yu qu'il le choisit au lieu de son propre fils pour régner après lui.

## Règne
Yu succéda à Shun à l'âge de 53 ans, et régna durant 45 ans selon les Annales de bambou. Avant l'époque de Yu, le titre d'Empereur était transmis à la personne considérée comme ayant la plus haute vertu. Cependant, le fils de Yu, Qǐ, fit ses preuves et fut recommandé pour être le prochain dirigeant de la dynastie ; de même, son fils Tai Kang (太康) lui succéda. C'est ainsi que fut adoptée la règle de la transmission héréditaire du pouvoir en Chine. La dynastie Xia dura 471 ans et compta 17 rois. Yu établit sa capitale à Ji (冀) ou Yangcheng (陽城), dans l'actuelle ville de Dengfeng, Henan. Il s'entoura de deux sages, Bo Yi et Gao Yao, qui le conseillèrent utilement.

### Neuf provinces
Yu aurait parcouru le monde pour “mesurer la Terre” à l'aide d'une équerre à branches égales de façon à le diviser en neuf 州 ou provinces : une province centrale et huit provinces aux quatre points cardinaux et quatre points intermédiaires. Ces provinces sont Jizhou (冀州), Yanzhou (兗州), Qingzhou (青州), Xuzhou (徐州), Yangzhou (揚州), Jingzhou (荊州), Yuzhou (豫州), Liangzhou (梁州) et Yongzhou (雍州).

## Décès
Selon les textes historiques, Yu mourut aux Monts Kuaiji (会稽山, kuàijī shān, chaine de 100 km, à 8 km au sud-est de Shaoxing), alors qu'il était venu chasser sur la frontière méridionale de son Empire. Un mausolée y fut construit en son honneur. Un grand nombre d'empereurs de la période impériale s'y rendirent pour honorer sa mémoire, notamment Qin Shi Huang. Le temple de Dayu Ling (大禹陵, dàyǔ líng) fut construit sur le site où les cérémonies se déroulaient traditionnellement.

## Dans la culture populaire
- Dans la série télévisée Stargate SG-1, il est identifié comme étant un Goa'uld.
- Le succès de Yu le Grand à la suite de l'échec de son père serait à l'origine du proverbe chinois « L’échec est la mère du succès » (失败乃成功之母, shībài nǎi chénggōng zhī mǔ)[13].

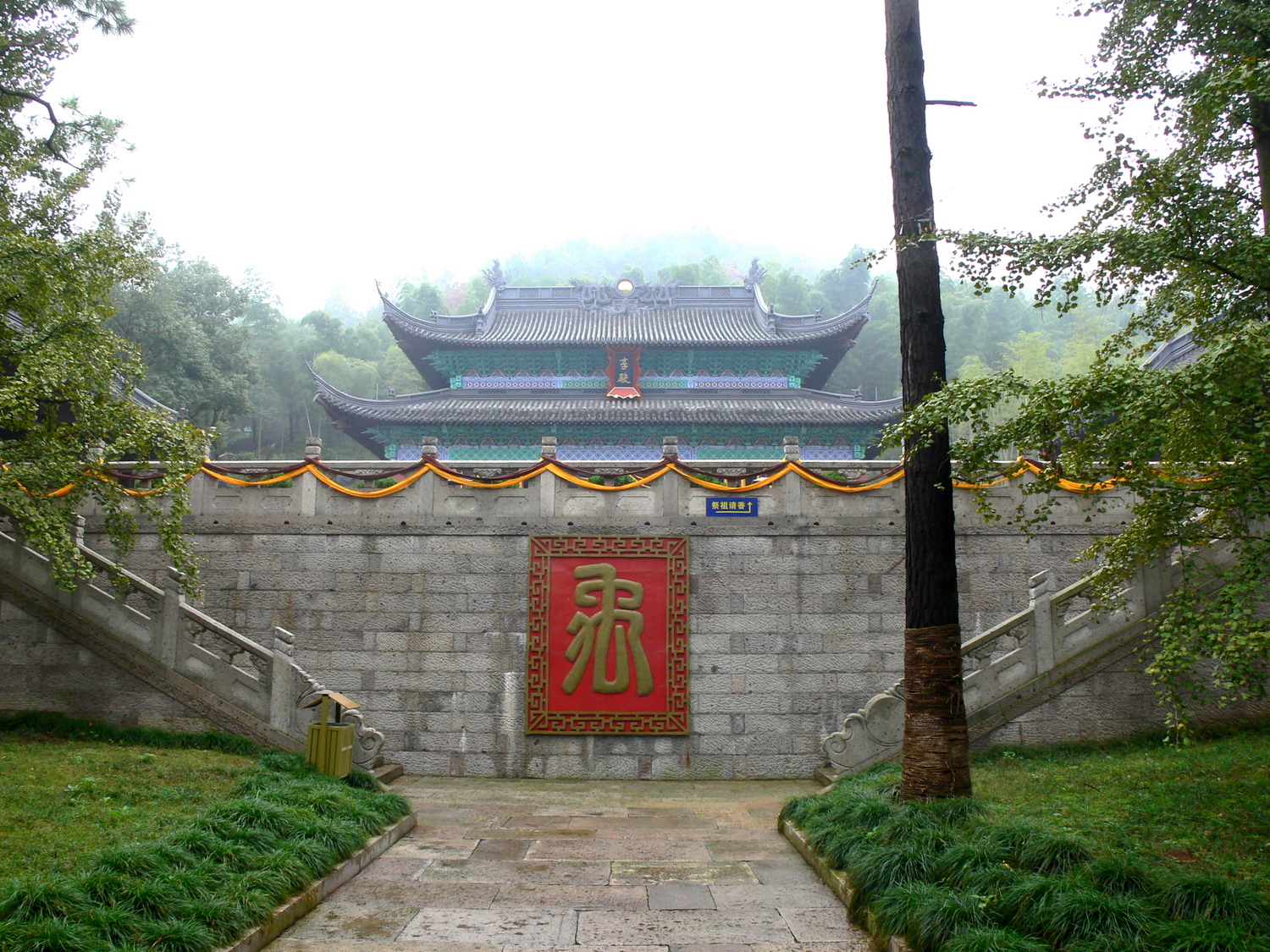
Temple de Dayu Ling (大禹陵) à Shaoxing
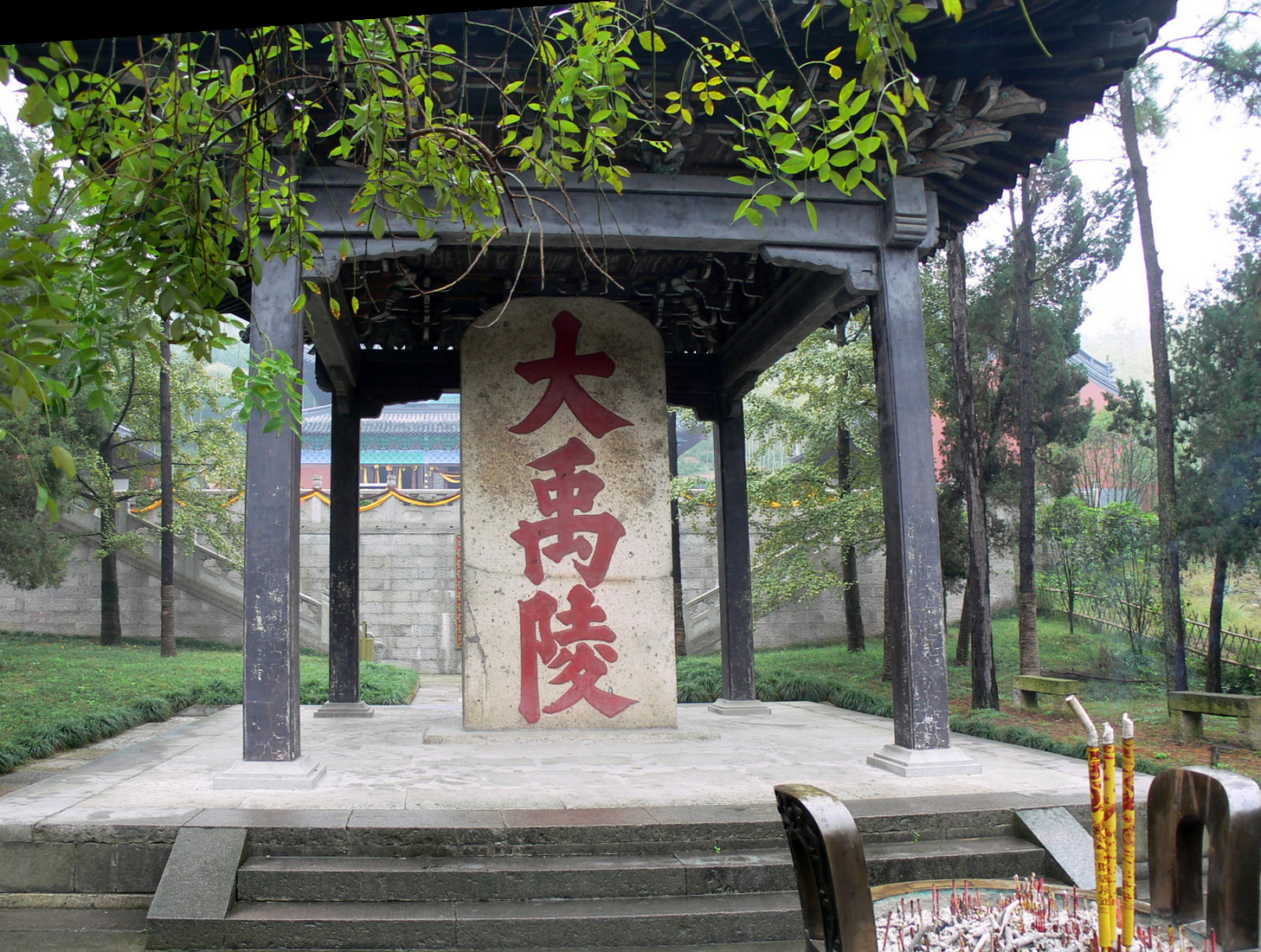
Mausolée de Yu à Shaoxing
Les neuf provinces
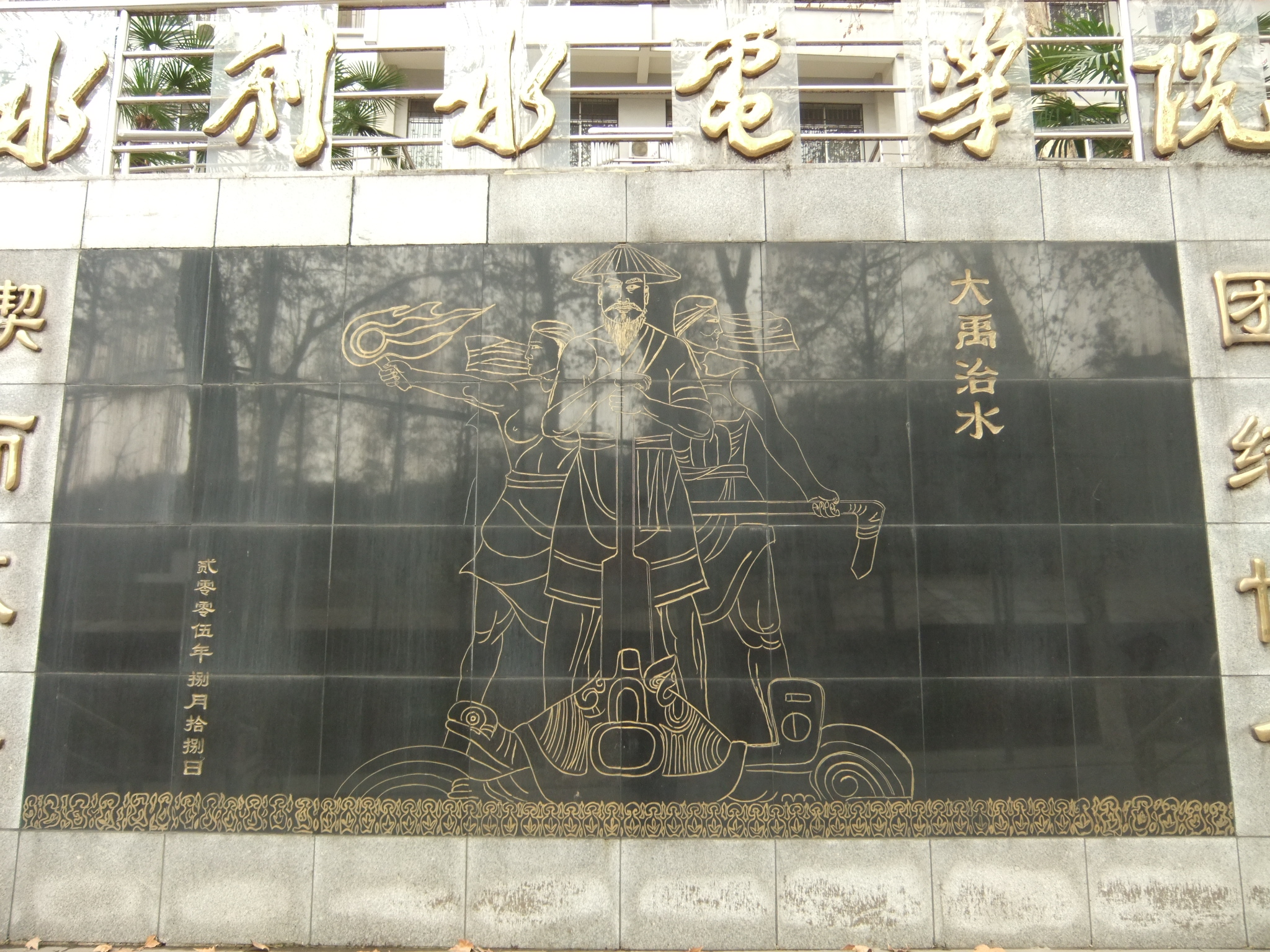
Œuvre datée de 2005 sur le bâtiment du laboratoire national des ressources en eau et d'hydroélectricité, à l'Université de Wuhan
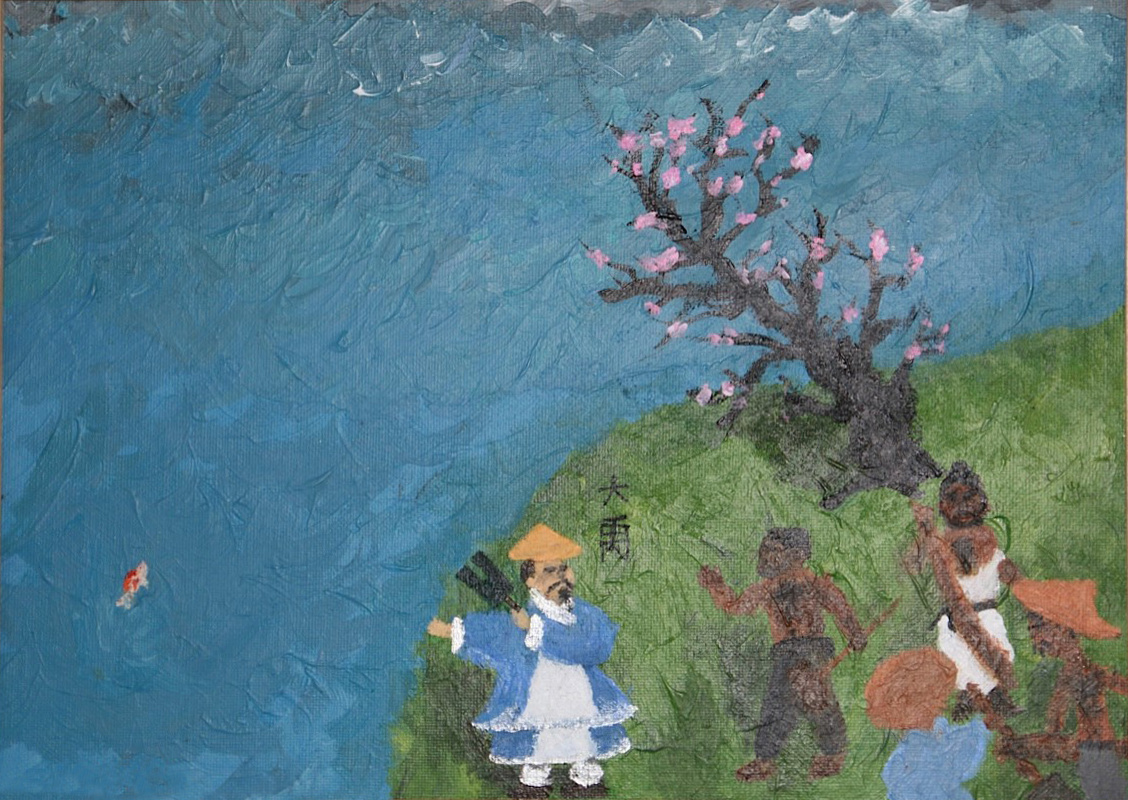
Tableau par Benjamin Azoulay
Panorama du centre ville du Xian de Wenchuan, province du Sichuan